# مارتن ماكدونا
مارتن ماكدونا، (بالإنجليزية: Martin McDonagh)‏، (ولد في 26 مارس 1970) كاتب مسرحي إيرلندي، ومخرج، وكاتب سيناريو.

## طفولة
مارتن ماكدونا، من اصول إيرلنديّة، لكنه عاش في لندن حياته كلها. ومع ذلك، عاد والداه للعيش في أيرلندا، وبقي هو في لندن.
عاش في حي الأيرلنديين داخل لندن، وذهب إلى المدرسة الكاثوليكية هناك عندما كان صغيرا. خلال دراسته، بدأ يكره المؤساسات الدينية والكنيسة وذلك لانه شاهد نفاق رجال الدين داخل المنظيمة الكنيسة. كتاباته تعكس هذا الازدراء لوالنفاق في الدين، وخاصة عند الكنيسة المسيحية في ذلك الوقت.
وعندما عاد والدا مارتن لإيرلندا، بقي هو في بريطانيا مع اخيه «جون ميخائيل ماكدونا»، وعملا على إعالة أنفسهم. لم يكن الشبان لدى مارتن، وجون، وظائف حقيقية دائمة، ومع ذلك كانا يقومان بمهام فردية متفرقة، أو لفترة كافية ليحافظا على رعاية الضمان الاجتماعيّ، وإعانات البطالة، التي تقدمها الدولة. وحينمها كانا لا يعملان، كانا يشاهدان التلفزيون لعدة أيام في المرة الواحدة.

## المسرح
تحول كلاهما إلى الكتابة. أصبحت مارتن وجون كتابان ومخرجاين شعبياتين. وكان يعرف عن مارتن الجلوس وكتابة عشرة أو عشرين صفحة في الوقت الواحد وحتى انه كتب العديد من مؤلفاته في بضعة أيام أو أسابيع بدلا من أشهر أو سنوات يحتاجها معظم الكتاب لإنهاء أعمالهم.
وكانت أول أعمال مارتن مسرحيات. كتب معظم البرامج النصية لمسرحيئاته في عام 1994 وكتب عددا قليلا فقط منذ ذلك الحين. كانت مسرحياته الفي مرحلة المبكرة من حياته جزءا من اثنتين من الثلاثيات، وأهم ما كتبه خلال هذه المرحلة «ثلاثية ليناين» و«ثلاثية جزر الآران».
تتألف ثلاثية ليناين من ثلاثة أجزاء الأولى «ملكة جمال ليناين» والثانية «جمجمة في كونيمارا» والثالثية «الغرب الوحيد».
تتألف ثلاثية جزر الآران، من ثلاثة أجزاء: الأولى "تشل من انشمان" والثانية "الملازم من انشمور" والثالثية "الشؤم من انشمور" التي لم يتم عرضها على المسرح وربما لن يتم عرضها ابدا. هذه المسرحيات هي ما كتبه في عام 1994. كتب منذ ذلك الحين الثنيتن اخريتن هما "البيلومان و"بيهاندينغ في سبوكان" وكلاهما تم عرضها.

## أفلام
بعد عمله في المسرح، بدأ مارتن الكتابة السينمائية وإدارة الأفلام. فيلمه الأول «ستة يطلقون النار»، وهو فيلم قصير فاز بجائزة الأوسكار في عام 2006. بطولة «بريندان جليسون»، الذي لعب دور البطولة في أفلام أخرى من قبل إدارها مارتن وجون، ويروي الفيلم قصة أرمل بعد حادا على وفاة زوجته فاتها. وحين كان مسافرا بالقطار قابل شابا وتبدأت أحادث غربية بالتطور منذ ذلك الوقت. الفيلم، مثل مسرحيات مارتن ه وأفلامه الأخرى، كوميديا سوداء وعنيفة في كثير من الأحيان.
فيلمه الثاني، «في بروج»، هو كان أول فيلم كامل طويل ورشح لجائزة الأوسكار في مجال «الـسيناريو أصلى». الفيلم التالي قاتلين محترفين، راي وكين، الذان يختبئان في مدينة بروج في بلجيكا بعد محلولة اغتيال فاشلة. بطولة بريندان جليسون و«كولين فاريل»، الذي عمل مع مارتن منذ ذلك الحين، الفيلم يتبع قاتلين محترفين وكيف يعالج الصراع الداخلي الذي يمران به ومشاعرها تجاه ما يقومان به من أعمال. الفيلم هو كوميديا سوداء وعنيفة في كثير من الأحيان، ولكنه يعالج أيضا قضايا صعبة مثل الحزن والشعور بالذنب وفكرة العذاب والجحيم.

## روابط خارجية
- مارتن ماكدونا على موقع IMDb (الإنجليزية)
- مارتن ماكدونا على موقع مونزينجر (الألمانية)
- مارتن ماكدونا على موقع قاعدة بيانات الأفلام العربية
- مارتن ماكدونا على موقع ألو سيني (الفرنسية)
- مارتن ماكدونا على موقع أول موفي (الإنجليزية)
- مارتن ماكدونا على موقع قاعدة بيانات برودواي على الإنترنت (الإنجليزية)
- مارتن ماكدونا على موقع قاعدة بيانات الأفلام السويدية (السويدية)
- مارتن ماكدونا على موقع قاعدة بيانات الفيلم (الإنجليزية)
- مارتن ماكدونا على موقع كينوبويسك (الروسية)